# آدكار (بلدية)
آدكار بلدية بولاية بجاية بالجزائر
ادكار منطقة جبلية تقع شمال بجاية حولى 59. كلم عن مركز المدينة على علو 1000متر تشتهر با الحمامات المعدنية والمناظر الخلابة

## مواضيع ذات صلة
- بلديات ولاية بجاية
- دوائر ولاية بجاية